# Jade Warrior (album)
Jade Warrior is het debuutalbum van de gelijknamige muziekgroep. De band, genoemd naar een ballet van Field, ontstond toen July uit elkaar viel en de oude maatjes Field en Duhig elkaar weer troffen. De muziek van Jade Warrior is zeker gedurende hun Vertigo- en Island-tijd moeilijk te omschrijven. De muziek schuift heen en weer tussen zweverige Zenmuziek naar tegen distortion aanzittende uithalen op de gitaar. Opmerkelijk voor die tijd was het ontbreken van een drummer, een soortgelijke situatie trof men aan bij het begin van Strawbs. De muziek gaat bij de fluitpassages al snel de richting uit van Jethro Tull. 

## Musici
- Tony Duhig – gitaar
- Jon Field – percussie, dwarsfluit
- Glyn Havard – zang, basgitaar

## Muziek
| Nr. | Titel                                                                  | Duur |
| --- | ---------------------------------------------------------------------- | ---- |
| 1.  | The traveller                                                          | 2:25 |
| 2.  | A prenormal day at Brighton                                            | 2:40 |
| 3.  | Masai morning (1.Casting the bones; 2. The hunt; 3. A ritual of kings) | 6:47 |
| 4.  | Windweaver                                                             | 3:50 |
| 5.  | Dragonfly day (1. Metamorphosis; 2. Dance of the sun spirit; 3. Death) | 7:47 |
| 6.  | Petunia                                                                | 4:45 |
| 7.  | Telephone girl                                                         | 4:50 |
| 8.  | Psychiatric sergeant                                                   | 3:02 |
| 9.  | Slow ride                                                              | 2:30 |
| 10. | Sundial song                                                           | 4:58 |